# Saint-Laurent-les-Bains-Laval-d'Aurelle
Saint-Laurent-les-Bains-Laval-d'Aurelle is een gemeente in het Franse departement Ardèche (regio Auvergne-Rhône-Alpes). De plaats maakt deel uit van het arrondissement Largentière. Saint-Laurent-les-Bains-Laval-d'Aurelle is op 1 januari 2019 ontstaan door de fusie van de gemeenten Laval-d'Aurelle en Saint-Laurent-les-Bains. 

## Geografie

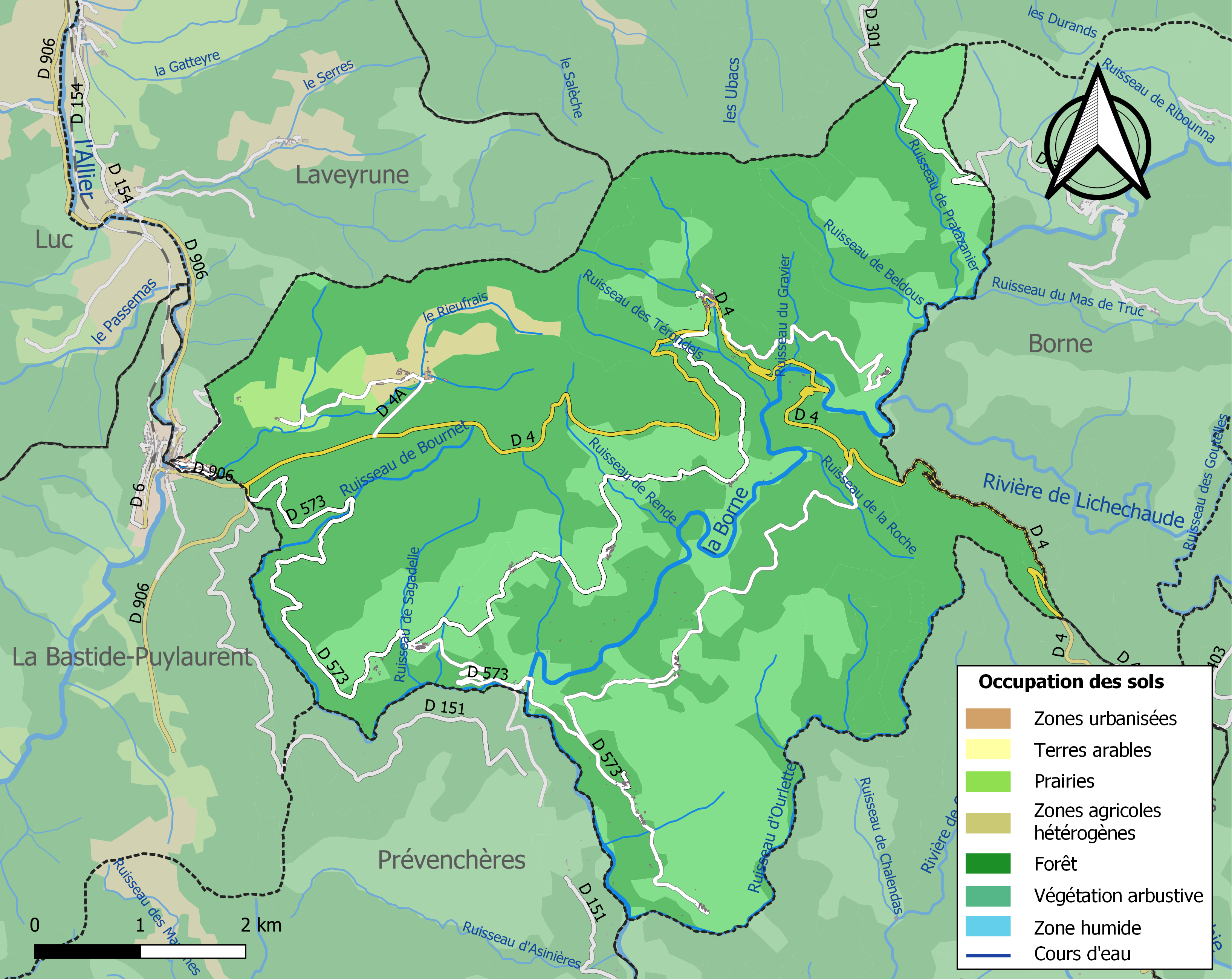
Kaart van de gemeente met belangrijkste infrastructuur, bodemgebruik en omliggende gemeenten

## Verkeer
Het spoorwegstation La  Bastide-Saint-Laurent-les-Bains bevindt zich net over de gemeentegrens met La Bastide-Puylaurent. Saint-Laurent-les-Bains-Laval-d'Aurelle